# Odontamblyopus
Odontamblyopus is een geslacht van straalvinnige vissen uit de familie van grondels (Gobiidae).

## Soorten
- Odontamblyopus lacepedii (Temminck & Schlegel, 1845)
- Odontamblyopus rebecca Murdy & Shibukawa, 2003
- Odontamblyopus roseus (Valenciennes, 1837)
- Odontamblyopus rubicundus (Hamilton, 1822)
- Odontamblyopus tenuis (Day, 1876)